# RER E
| Ein Zug am Bahnhof Tournan |                      |
|                            |                      |
| Streckenlänge:             | 64 km                |
| Spurweite:                 | 1435 mm (Normalspur) |
|                            |                      |
| Fahrgäste täglich          | 372.000              |
| Stationen                  | 25                   |
| Eröffnung                  | 1999                 |

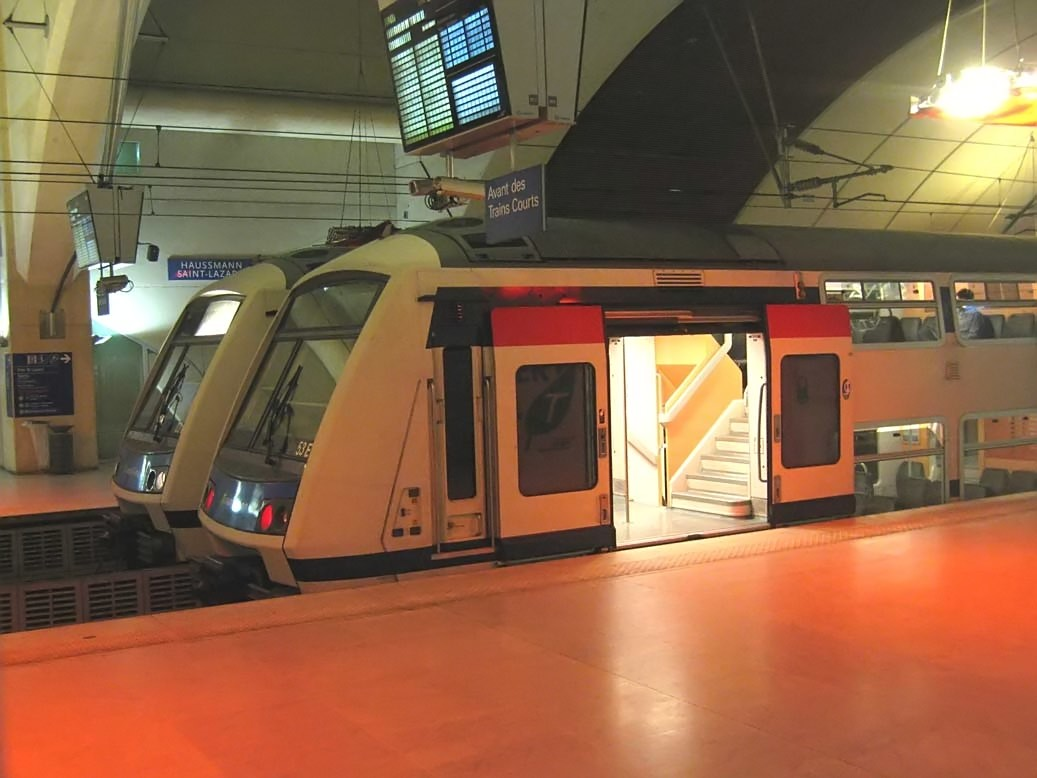
Fahrzeuge der Linie E im Endbahnhof Haussmann – Saint-Lazare

Die Linie RER E ist eine der RER-Linien des Pariser Nahverkehrssystems. Sie entstand mit dem Ziel, eine zusätzliche Ost-West-Expressverbindung (EOLE) zu schaffen, die Paris durchquert und damit bestehende RER-Linien durch Paris entlasten soll.
Sie ist als jüngste der RER-Linien seit 1999 in Betrieb und endete von Osten kommend bis 2024 innerhalb Paris am Endpunkt im RER-Bahnhof Haussmann – Saint-Lazare unterhalb des Boulevard Haussmann, der mit dem Bahnhof Saint-Lazare verbunden ist und so Anschluss an die Métro hat.
Im Mai 2024, vor den Olympischen Sommerspielen 2024, erfolgte die Eröffnung des ersten westlichen Teilstücks bis Nanterre. Durch die Verlängerung um 8 km neue Tunnelstrecke und 3 Stationen, führt die RER-Linie E bis zum Bahnhof Nanterre – La Folie. Die vollständige Ost-West-Verbindung sieht eine weitere Verlängerung um 47 km nach Westen auf bestehenden Strecken über Poissy bis zur Endstation Mantes-la-Jolie vor.

## Geschichte

### Planung
Im Herbst 1989 genehmigte die französische Regierung den Bau von zwei unterirdischen Bahnlinien in Paris, um die RER-Linie A zu entlasten. Die RATP sollte die sog. METEOR-Strecke als vollautomatische Metrolinie Saint-Lazare – Tolbiac bauen, die heutige Linie 14. Gleichzeitig wurde die SNCF beauftragt, das Projekt EOLE als weitere RER-Linie zu realisieren. EOLE steht für Est-Ouest liaison express (Ost-West-Expressverbindung).

### Bau
1992 wurde mit den Bauarbeiten begonnen. Zunächst ging es darum, die Wohngebiete östlich von Paris mit dem Geschäftsviertel im Nordwesten der Stadt, d. h. in der Umgebung des Bahnhofs Saint-Lazare zu verbinden. Dazu wurde ein Tunnel mit zwei unterirdischen Bahnhöfen benötigt. Der Bau der Tunnelanlagen und der beiden Bahnhöfe in einem dicht bewohnten Gebiet war sehr problematisch. Die auftretenden Probleme führten dazu, dass die Strecke erst mit zwei Jahren Verspätung gegenüber den ursprünglichen Planungen fertiggestellt werden konnte.
Die geplante Verlängerung nach Westen wurden bereits frühzeitig auf einen späteren Zeitpunkt verschoben.

### Inbetriebnahmen

Linie E der Paris RER bei Eröffnung im Jahr 1999

Die erste Teilstrecke bis Chelles-Gournay wurde im Juli 1999 in Betrieb genommen; im August 1999 folgte der Zweig nach Villiers, welcher im Dezember 2003 bis Tournan verlängert wurde.
Zwischen den Stationen Magenta und Pantin wurde im Dezember 2015 der neue Bahnhof Rosa Parks nach vier Jahren Bauzeit in Betrieb genommen. Es wurden 50.000 Fahrgäste täglich erwartet. Es besteht dort eine Umsteigemöglichkeit zur Tramlinie T3b und später, nach Vollendung des zweiten Streckenabschnitts der Linie T8 kommt ein weiterer Umstieg zu dieser Straßenbahn hinzu. Nach Inbetriebnahme der Westverlängerung des RER E wird Rosa Parks zur Endstation für einige aus dem Westen kommenden Züge.
Im Mai 2024 wurde die Linie um acht Kilometer nach Westen verlängert. Drei neue zweigleisige Stationen wurden errichtet: Neuilly-Porte Maillot mit Seitenbahnsteigen und Umstieg zur RER C, La Défense-Grande Arche mit einem 25 Meter breiten Mittelbahnsteig unterhalb der Ausstellungshalle CNIT und oberirdisch Nanterre-la Folie.

## Streckenverlauf
| \| \| \| Nanterre-la Folie \| \| \| \| \| \| \| \| \| \| La Défense-Grande Arche \| \| \| \| \| Neuilly-Porte Maillot \| \| \| \| \| Haussmann – Saint-Lazare \| \| \| \| \| Paris-Magenta \| \| \| \| \| \| \| \| \| \| Rosa Parks \| \| \| \| \| Pantin \| \| \| \| \| Noisy-le-Sec \| \| \| \| \| \| \| \| \| \| Bondy \| \| \| \| \| Le Raincy-Villemomble – Montfermeil \| \| \| \| \| Gagny \| \| \| \| \| Chenay-Gagny \| \| \| \| \| Chelles-Gournay (E 2) Transilien \| \| \| \| \| Rosny Bois Perrier \| \| \| \| \| Rosny-sous-Bois \| \| \| \| \| Val de Fontenay \| \| \| \| \| Nogent – Le Perreux \| \| \| \| \| Les Boullereaux \| \| \| \| \| Villiers-sur-Marne \| \| \| \| \| Les Yvris – Noisy-le-Grand \| \| \| \| \| Émerainville \| \| \| \| \| Roissy-en-Brie \| \| \| \| \| Gretz-Armainvilliers \| \| \| \| \| Tournan (E 4) Transilien \| \| |  |                                     |                                     |
| Kopfbahnhof Streckenanfang |  | Nanterre-la Folie                   | Nanterre-la Folie                   |
| Tunnelanfang |  |                                     |                                     |
| Bahnhof (im Tunnel) |  | La Défense-Grande Arche             | La Défense-Grande Arche             |
| Bahnhof (im Tunnel) |  | Neuilly-Porte Maillot               | Neuilly-Porte Maillot               |
| Bahnhof (im Tunnel) |  | Haussmann – Saint-Lazare            | Haussmann – Saint-Lazare            |
| Bahnhof (im Tunnel) |  | Paris-Magenta                       | Paris-Magenta                       |
| Tunnelende |  |                                     |                                     |
| Bahnhof |  | Rosa Parks                          | Rosa Parks                          |
| Bahnhof |  | Pantin                              | Pantin                              |
| Bahnhof |  | Noisy-le-Sec                        | Noisy-le-Sec                        |
| Abzweig geradeaus und nach links · Strecke von rechts |  |                                     |                                     |
| Strecke · Bahnhof |  | Bondy                               | Bondy                               |
| Strecke · Bahnhof |  | Le Raincy-Villemomble – Montfermeil | Le Raincy-Villemomble – Montfermeil |
| Strecke · Bahnhof |  | Gagny                               | Gagny                               |
| Strecke · Bahnhof |  | Chenay-Gagny                        | Chenay-Gagny                        |
| Strecke · Kopfbahnhof Streckenende |  | Chelles-Gournay (E 2) Transilien    | Chelles-Gournay (E 2) Transilien    |
| Bahnhof |  | Rosny Bois Perrier                  | Rosny Bois Perrier                  |
| Bahnhof |  | Rosny-sous-Bois                     | Rosny-sous-Bois                     |
| Bahnhof |  | Val de Fontenay                     | Val de Fontenay                     |
| Bahnhof |  | Nogent – Le Perreux                 | Nogent – Le Perreux                 |
| Bahnhof |  | Les Boullereaux                     | Les Boullereaux                     |
| Bahnhof |  | Villiers-sur-Marne                  | Villiers-sur-Marne                  |
| Bahnhof |  | Les Yvris – Noisy-le-Grand          | Les Yvris – Noisy-le-Grand          |
| Bahnhof |  | Émerainville                        | Émerainville                        |
| Bahnhof |  | Roissy-en-Brie                      | Roissy-en-Brie                      |
| Bahnhof |  | Gretz-Armainvilliers                | Gretz-Armainvilliers                |
| Kopfbahnhof Streckenende |  | Tournan (E 4) Transilien            | Tournan (E 4) Transilien            |

## Fahrzeuge

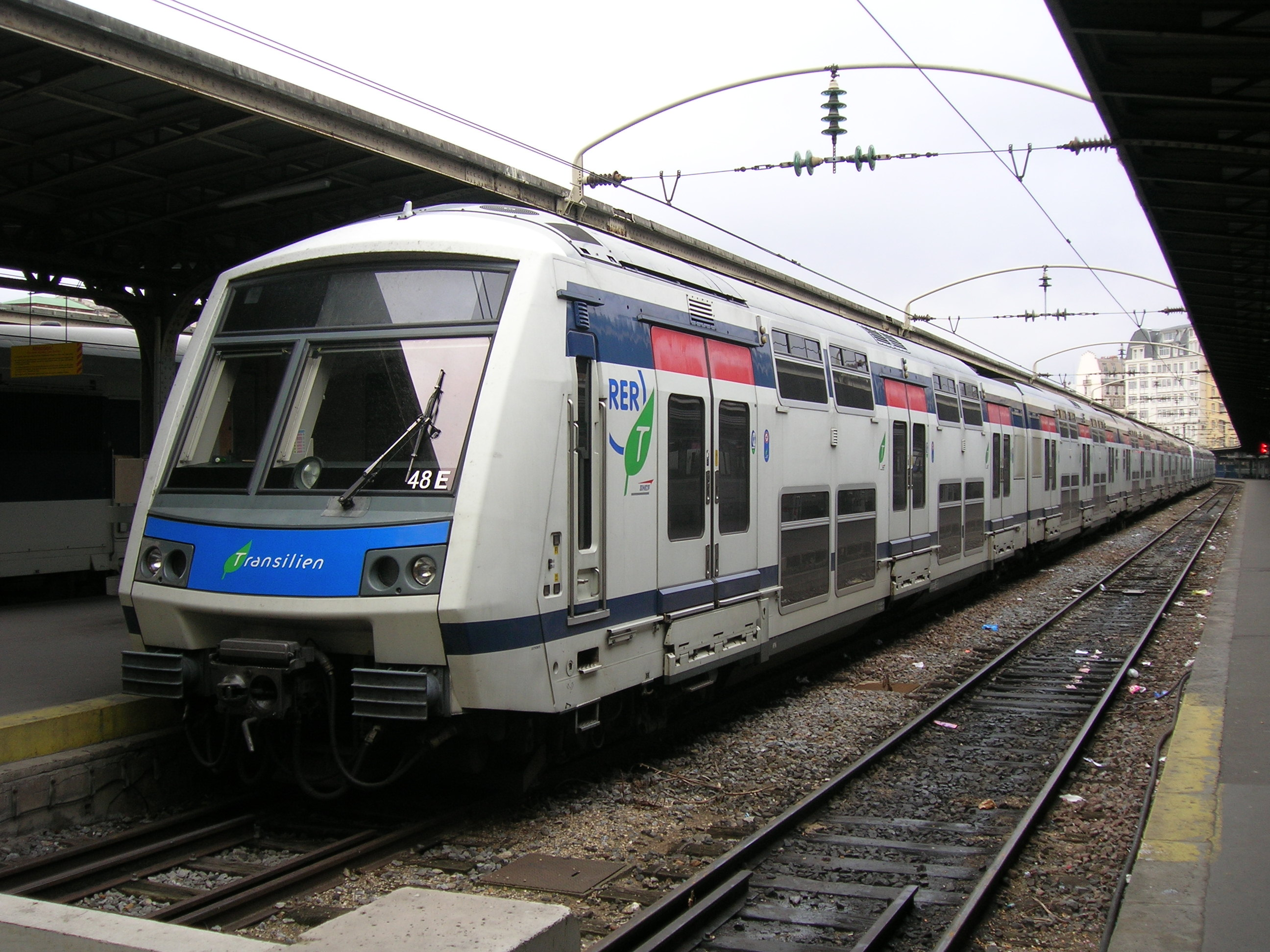
Ein Zug Z22500 im Pariser Ostbahnhof

Auf der Linie RER E sind drei verschiedene Zugtypen im Einsatz: Die 53 Züge der Baureihe SNCF Z 22500 wurden in den Jahren 1995 bis 2000 geliefert. Acht Züge der Baureihe Z50000, welche auch als Francilien bezeichnet werden, sind seit Dezember 2015 auf den Strecken des RER E unterwegs. Seit November 2023 werden diese Züge durch 130 Sechswagenzüge des Typs RER NG (NG = nouvelle génération) ersetzt. Sie werden von Alstom geliefert und haben mit 2700 Plätzen (in Doppeltraktion) eine um 15 % größere Transportkapazität. Gegenüber der Vorgängergeneration sollen diese Züge 20 % geringere Betriebskosten verursachen, wobei auch der Energieverbrauch kräftig sinken soll.

### Fahrtzeiten
- Auf der Strecke Haussmann – Saint-Lazare – Chelles-Gournay halten alle Züge an allen Stationen. Die theoretische Fahrzeit beträgt 27 Minuten, kann aber zu den Hauptverkehrszeiten etwas länger sein.
- Die Züge mit Endstation Villiers halten unterwegs an allen Bahnhöfen. Die Fahrzeit beträgt 32 Minuten.
- Bei den Zügen bis Tournan gibt es drei verschiedene Varianten:
  - Ohne Halt an den zwischen Magenta und Val de Fontenay liegenden Bahnhöfen: 44 Minuten
  - Zwischen Magenta und Val de Fontenay nur Halt in Noisy-le-Sec: 48 Minuten
  - Halt an allen Bahnhöfen der Strecke: 55 Minuten

### Zugnamen

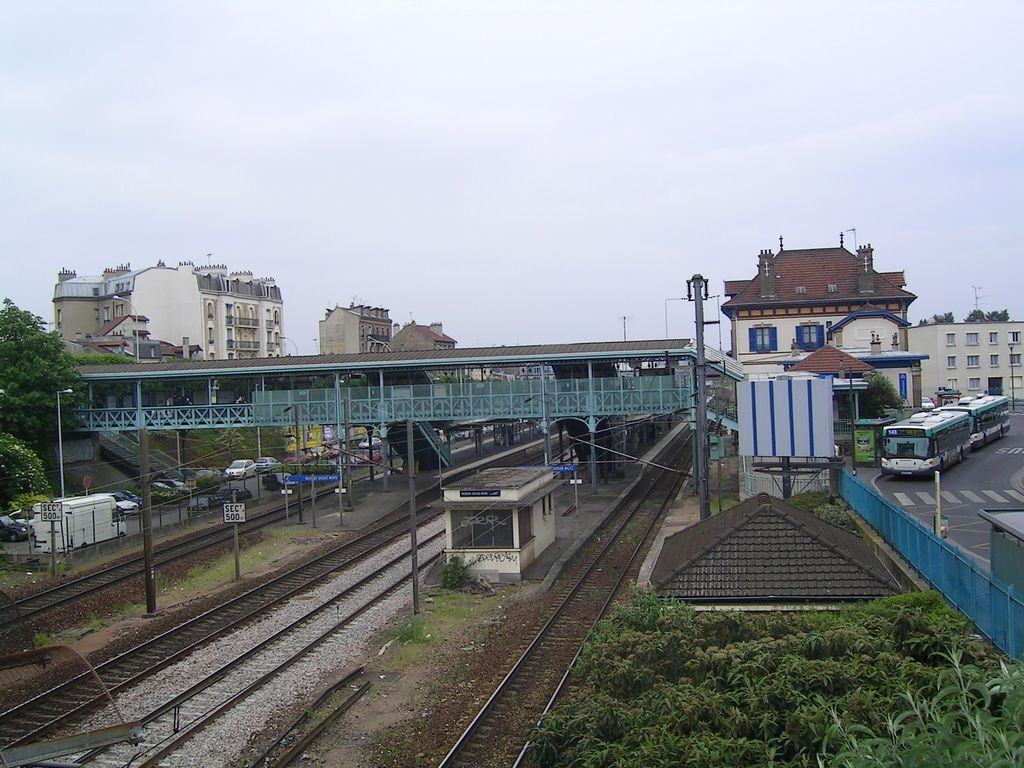
Bahnhof Rosny-sous-Bois

Der genaue Linienverlauf ist anhand einer vierstelligen Abkürzung zu erkennen, deren erster Buchstabe stellvertretend den Endbahnhof angibt.
- C = Chelles-Gournay; Strecke E2
- E = Émerainville–Pontault-Combault
- H = Haussmann Saint-Lazare; Strecke E1
- J = Gagny
- N = Magenta
- T = Tournan
- V = Villiers-sur-Marne – Le Plessis-Trévise; Strecke E4

Beispiel: Zug „COLE“ fährt nach Chelles-Gournay, „VALO“ allerdings nach Villiers-sur-Marne. Beide Zugläufe starten in Haussmann Saint-Lazare. Um von der Strecke E2 auf E4 zu wechseln, ist ein Umstieg notwendig.

## Fahrgastzahlen
Für das Jahr 2005 wurden folgende Fahrgastzahlen ermittelt (Angegeben ist dabei die Zahl der pro Tag an den Bahnhöfen der entsprechenden Teilstrecken zusteigenden Fahrgäste):
| Stammstrecke Haussmann – Saint-Lazare bis Noisy-le-Sec | 150 600 |
| Zweig Bondy – Chelles-Gournay                          | 42 500  |
| Zweig Pantin – Tournan                                 | 83 250  |
| Gesamt                                                 | 276 350 |

In beiden ersten Stationen der Stammstrecke (d. h. Haussmann – Saint-Lazare und Magenta) stiegen jeweils rund 25 % der Fahrgäste ein. Dort hat Zahl die Fahrgäste 2005 gegenüber dem Jahr 2000 um 75 % zugenommen.
Eine Fahrgastbefragung im Jahr 2005 ergab, dass 45 % der Fahrgäste eine Monatskarte (Carte Orange) besaßen und 35 % eine Jahreskarte. Im Jahr 2000 lag der Anteil der Jahreskarteninhaber nur bei 22 %, der Anteil der Monatskartennutzer lag bei 56 %.

## Planungen

### Verlängerung nach Westen
Bereits die ersten Planungen aus dem Jahr 1989 gingen von einer Ost-West-Verbindung aus: Bahnstrecken östlich von Paris sollten durch das Stadtgebiet von Paris hindurch mit Bahnstrecken westlich von Paris verknüpft werden. Aber schon bald beschränkte man sich auf die Verlängerung der östlichen Strecken bis ins Zentrum von Paris – zur Endstation Haussmann – Saint-Lazare.
Doch in den Jahren 2005/06 stellte sich das Problem erneut, denn die Linie RER A drohte wieder an die Kapazitätsgrenzen zu stoßen, so dass eine dauerhafte Verbesserung der Verkehrsanbindung von Paris in Richtung Nordwesten (Normandie) über Mantes-la-Jolie gefunden werden musste.
Genehmigt wurde schließlich der Plan, die Strecke des RER E über den Endbahnhof Haussmann - Saint-Lazare nach Westen über La Défense zu verlängern, von wo die Züge der Linie E den seitherigen Ast des RER A Richtung Poissy und von dort Leistungen des Transilien J bis nach Mantes-la-Jolie übernehmen werden.

### Beschlossener Weiterbau

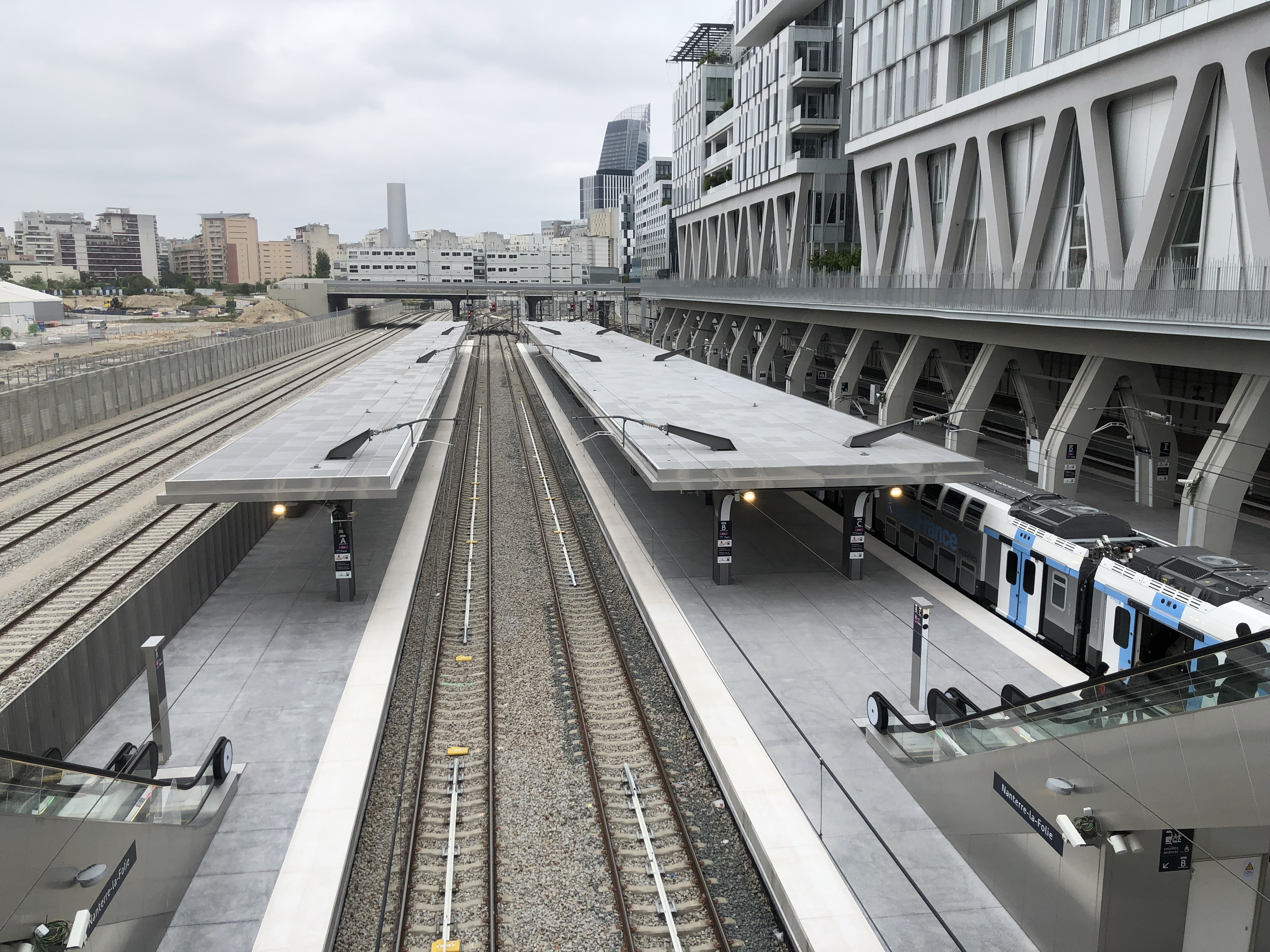
Der neue Endbahnhof des RER E im Westen: Nanterre-la-Folie

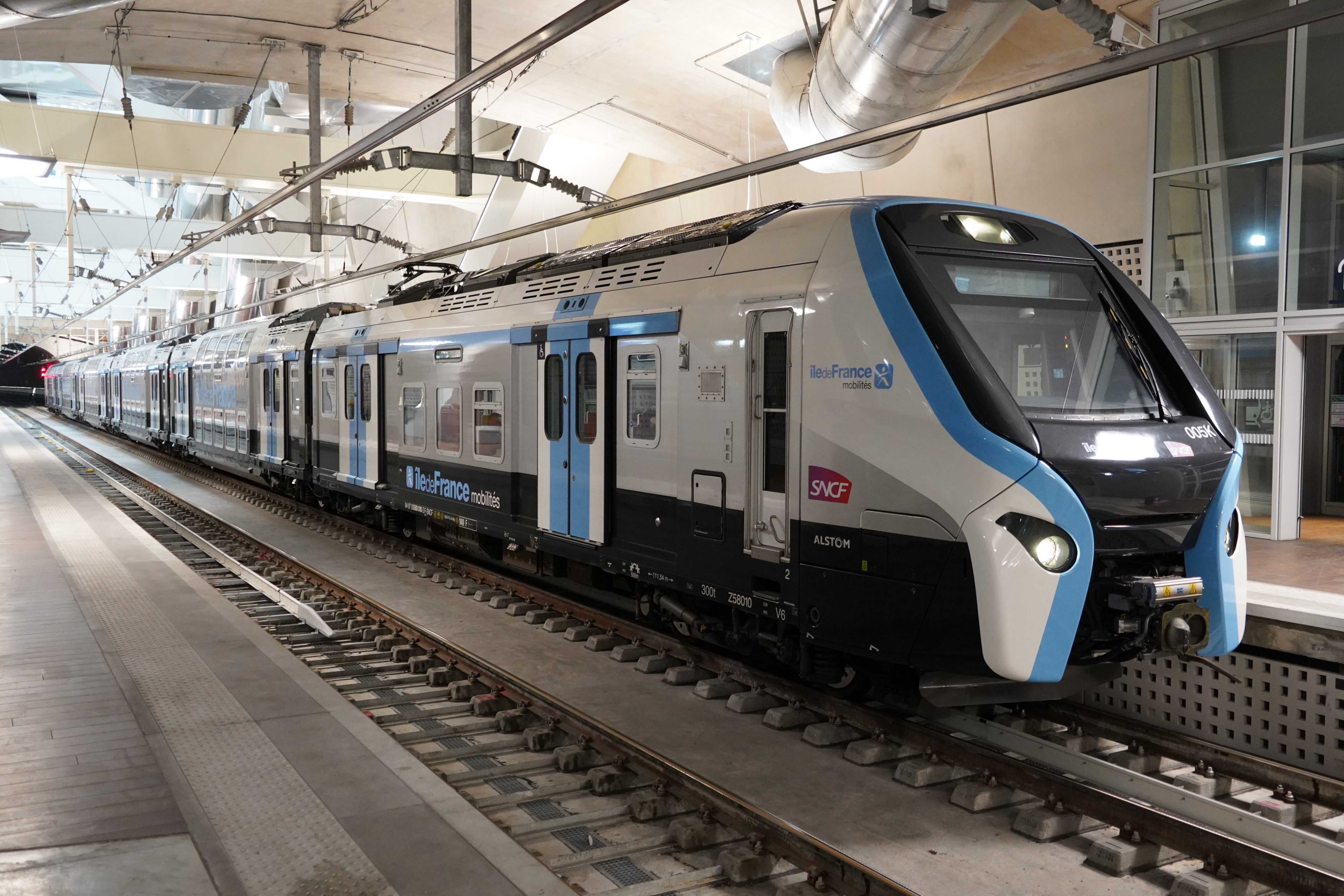
RER NG im Bahnhof Neuilly - Porte Maillot

Vom Bahnhof Haussmann – Saint-Lazare wurde ein acht Kilometer langer Tunnel über Porte Maillot (Umstieg RER C), La Défense (Umstieg RER A) nach Nanterre gebaut. Dabei entstanden auch drei neue Bahnhöfe: Porte Maillot, La Défense - Grande Arche (zeitweise auch als CNIT – la Défense bezeichnet) und Nanterre-la-Folie. Die Inbetriebnahme dieses Bauabschnitts erfolgte am 6. Mai 2024. Zunächst mit einem sehr begrenzten Zugangebot: Zwischen 10:00 Uhr und 16:00 Uhr nur vier Pendelzüge pro Stunde bis Magenta - Gare du Nord. Ab Fahrplanwechsel Mitte Dezember 2024 fahren dann alle aus dem östlichen Teil des RER E-Netzes kommenden Züge bis Nanterre.
Ab Nanterre wird die Linie über Poissy und Verneuil oberirdisch auf bestehenden Gleisen nach Mantes-la-Jolie weitergeführt werden. Zwischen den Bahnhöfen Épône – Mézières und Mantes-Station wird ein drittes Gleis verlegt.
Die Eröffnung der Teilstrecke bis Nanterre sollte ursprünglich 2022 erfolgen; die Reststrecke sollte gegen 2024 eröffnet werden, wobei die Aufnahme des planmäßigen Fahrgastbetriebs auf dem ersten Teilabschnitt bis Nanterre-la-Folie am 6. Mai 2024 erfolgt, während die Eröffnung des zweiten Abschnitts nach Mantes-la-Jolie für 2026 angestrebt wird.
Die Verbindung soll Entlastungen für den RER B (zwischen Gare du Nord und Châtelet) bzw. den RER A (zwischen La Défense und Auber) in einer Größenordnung von 10 % bis 15 % bringen und außerdem den Umsteigeknoten Châtelet-Les Halles entlasten. Die neue Verbindung erhält mehrere Umstiegsmöglichkeiten zu den bestehenden (und auszubauenden) Schienennetzen, nämlich zu RER A und RER C, zu den Transilien-Linien L und U, zur Metrolinie 1 und den Straßenbahnlinien T1, T2 und T3.
Der Einsatz der Züge wird von einem CBTC-System geleitet. Dieses wird von Siemens-France unter der Bezeichnung NExTEO vermarktet.

#### Finanzierungsvereinbarungen
Erst im Sommer 2016 einigte man sich bezüglich der Aufteilung der Baukosten, welche mit 3,8 Milliarden Euro veranschlagt werden: Den Löwenanteil tragen die SGP (Société du Grand Paris) mit 1,4 Mrd. Euro und die Region Ile-de-France mit 1,1 Mrd. Euro; Der französische Staat bringt 460 Millionen Euro ein. Weitere Beitragszahler sind die SNCF (250 Mio. Euro), das STIF (81 Mio. Euro), die Départements Yvelines (200 Mio. Euro) und Hauts-de-Seine (150 Mio. Euro), sowie die Stadt Paris (130 Mio. Euro)
Für die Anschaffung der Züge muss das STIF rund zwei Mrd. Euro aufbringen.

### Zukünftige Verknüpfungspunkte mit dem Schienenverkehr der Region
Die Bedeutung und Beliebtheit der Linie E dürfte in den nächsten Jahren – vor allem auf den Strecken östlich von Paris – weiter zunehmen, denn es entstehen eine Reihe von Umsteigeverbindungen u. a. zum Metro-Netz und vor allem zum Grand Paris Express. (Planungsstand für Termine: 2014)
| Jahr (Plan 2014) | Jahr (tatsächlich erfolgt) | Bahnhof             | Anbindung an      | Anmerkungen                                                                     |
| ---------------- | -------------------------- | ------------------- | ----------------- | ------------------------------------------------------------------------------- |
| 2018             |                            | Noisy-le-Sec        | Tangentielle Nord | Stammstrecke                                                                    |
| 2019             | 2024                       | Rosny-Bois-Perrier  | M 11              | Verlängerung der Linie M11 nach Osten / Süd-Ost-Zweig (E4)                      |
| ca. 2020         |                            | Val de Fontenay     | M 01              | Verlängerung der Linie M1 nach Osten / Süd-Ost-Zweig (E4)                       |
| 2025             |                            | Chelles – Gournay   | M 16              | Linie des Grand Paris Express durch die östliche Vorstadt / Nord-Ost-Zweig (E2) |
| 2025             |                            | La Défense          | M 15              | Ringlinie des Grand Paris Express / Westzweig des RER E                         |
| 2025             |                            | Bondy               | M 15              | Ringlinie des Grand Paris Express / Nord-Ost-Zweig (E2)                         |
| 2025             |                            | Rosny-Bois-Perrier  | M 15              | Ringlinie des Grand Paris Express / Süd-Ost-Zweig (E4)                          |
| 2025             |                            | Val de Fontenay     | M 15              | Ringlinie des Grand Paris Express / Süd-Ost-Zweig des RER (= E4)                |
| 2025             |                            | Nogent – Le Perreux | M 15              | Ringlinie des Grand Paris Express / Süd-Ost-Zweig (E4)                          |
| ?                |                            | Rosa Parks          | T T8              | Stammstrecke / verlängerte Linie T8                                             |